# Тесновое
Тесновое (бел. Цеснавое) — деревня в Старосельском сельсовете Рогачёвского района Гомельской области Беларуси.
На юге и западе граничит с лесом.

## География

### Расположение
В 16 км на север от районного центра и железнодорожной станции Рогачёв (на линии Могилёв — Жлобин), 137 км от Гомеля.

## Транспортная сеть
Транспортные связи по просёлочной, затем автомобильной дороге Старое Село — Рогачёв. Планировка состоит из прямолинейной меридиональной улицы, к центру которой с запада присоединяется широтная короткая улица. Застройка двусторонняя, деревянная, усадебного типа.

## История
По письменным источникам известна с начала XX века как селение в Кистенёвской волости Рогачёвского уезда Могилёвской губернии. В 1909 году 600 десятин земли. В 1917 году открыта школа, которая размещалась в наёмном крестьянском доме. В 1930 году организован колхоз «Барцьбит», работала кузница. Во время Великой Отечественной войны в 1944 году каратели сожгли 9 дворов и убили 2 жителей. 16 жителей погибли на фронте. Согласно переписи 1959 года в составе подсобного хозяйства районного объединения «Сельхозхимия» (центр — деревня Станьков). Находится Друцкое лесничество.

## Население

### Численность
- 2004 год — 50 хозяйств, 116 жителей.

### Динамика
- 1909 год — 20 дворов, 144 жителя.
- 1940 год — 61 двор, 368 жителей.
- 1959 год — 266 жителей (согласно переписи).
- 2004 год — 50 хозяйств, 116 жителей.